# 奇納科查湖 (聖胡安德塔魯卡尼區)
16°06′12″S 70°54′45″W / 16.10333°S 70.91250°W
奇納科查湖（Chinaqucha），是秘魯的湖泊，位於該國南部阿雷基帕大區，由阿雷基帕省的聖胡安德塔魯卡尼區負責管轄，處於奧爾科科查湖西北面。